# Tmesisternus mamberamo
Tmesisternus mamberamo là một loài bọ cánh cứng trong họ Cerambycidae.